# Latsia
Latsia är en ort i Cypern.   Den ligger i distriktet Eparchía Lefkosías, i den östra delen av landet, 8 km söder om huvudstaden Nicosia. Latsia ligger 193 meter över havet och antalet invånare är 16 774. Den ligger på ön Cypern.
Terrängen runt Latsia är lite kuperad. Trakten runt Latsia är ganska tätbefolkad, med 65 invånare per kvadratkilometer. Närmaste större samhälle är Stróvolos, 6,7 km nordväst om Latsia. Trakten runt Latsia är i huvudsak ett öppet busklandskap.